# La Patrie (Paris)
Pour les articles homonymes, voir La Patrie.
La Patrie est un quotidien parisien conservateur du Second Empire, fidèle soutien de l'Empereur, qui a connu une forte croissance de son lectorat sous la houlette du banquier et député Théodore Casimir Delamarre.

## Histoire
Fondé en 1841 par Auguste Lireux, le quotidien était domicilié au 12 rue du Croissant. Son immeuble donnait sur la rue des Jeûneurs.

### Le recrutement de journalistes talentueux
Théodore Casimir Delamarre acheta la Patrie 1 500 francs à Sidney Renouf en 1844, alors qu'elle ne diffuse que 1 500 exemplaires par jour, et en fit un journal du soir, avec une légère teinte d'opposition. Le quotidien comptera parmi ses journalistes Amédée de Césena puis Paulin Limayrac, tous deux anciens responsables du journal Le Constitutionnel, sous l'ère du banquier Jules Mirès et de Félix Solar. Paulin Limayrac devint, en 1858, rédacteur en chef de La Patrie, avant d'être nommé préfet du Lot.
Le journal embauche aussi, en 1851, Auguste-Félix de Joncières, père du compositeur d’opéra Victorin de Joncières, qui va animer son service politique pendant onze ans, avant d'être licencié et de gagner des indemnités en justice, lors de l'arrêt Joncières-Delamarre du 16 février 1863.
Émile Mugnot de Lyden devient le rédacteur du Bulletin politique du journal à partir du Second Empire.

### Le succès d'un journal pro-impérial
Pro-impériale, La Patrie connait une forte croissance, en multipliant par vingt sa diffusion, en une quinzaine d'années : elle tire à 4 000 exemplaires en 1846, à 20 000 dix ans plus tard, en 1856, puis à 35 000 exemplaires en 1861.
Selon les journaux anglais, elle aurait été l'organe officieux, tour à tour, du duc de Persigny et du comte Walewski. À la révolution de 1848, le journal devint tour à tour républicain et réactionnaire, avec à sa tête Félix Solar. Théodore Casimir Delamarre, qui a également perdu ses fonctions de banquier, y rédige des articles de quatre colonnes, que corrige Linguet. Lorsqu'il perdit son siège de député en 1857, il se consacra exclusivement à la direction du journal, dans lequel il investit la plus grande partie de sa fortune.
Trois ans après la guerre de Crimée (1853-1856), une violente polémique l'oppose à Louis Veuillot, rédacteur en chef de L'Univers, au sujet du rapprochement entre la France et la Russie. Selon L'Univers, qui tire à seulement 5 000 exemplaires et sera interdit l'année suivante, Paulin Limayrac affirme alors que des journaux allemands, inspirés par le cabinet de Vienne, ont ameuté l'opinion publique en Europe et surtout en Allemagne, contre la France et qu'en attendant que l'excitation à la haine contre la Russie se développe dans les journaux autrichiens, elle a commencé dans un journal français, L'Univers. L'Univers accuse même Paulin Limayrac de dire que ceux « qui affecteraient de craindre la Russie conspireraient pour l'Autriche ».

### Un fort contenu économique et pratique
La Patrie crée aussi des rubriques pour faire vendre, comme les « Docks de la vie à bon marché », puis les « Dernières nouvelles », consistant dans l'emploi de gros caractères, pour quelques lignes censées avoir été reçues au dernier moment, par le télégraphe.
Pendant l’Exposition universelle de 1855, le journal publie une Lettre au Préfet de la Somme touchant les intérêts agricoles et industriels du département. En 1856, c'est un Mémoire au Président de la commission chargée d'examiner le projet de loi sur le défrichement des bois appartenant aux particuliers. Il s'est beaucoup occupé du rachat des canaux par l'État, en se félicitant qu'un décret ait réalisé une partie des vœux émis par le Directeur de la Patrie.
Du 15 juin au 27 août 1861, le journal mène campagne contre les projets de la ville de Paris en matière d'adduction d'eau, par le détournement de celles de la Champagne, lui reprochant de ne pas consulter les autorités locales ni les corps savant. Il a offert à ses lecteurs dix-sept articles sur les eaux de Paris au cours de cette période, soit l'équivalent de près de 100 pages, avec un certain succès.
À la fin des années 1860, La Patrie publie, sous le pseudonyme de Victor Noir, les correspondances de son frère ainé, le journaliste Louis Noir, ex-zouave et rédacteur en chef du Peuple fondé par Henri Duvernois, dont il favorise le retour à Paris.
Le journal cesse sa publication en 1937.